# 2485 Шеффлер
2485 Шеффлер (2485 Scheffler) — астероїд головного поясу, відкритий 29 січня 1932 року.
Тіссеранів параметр щодо Юпітера — 3,152.